# Рембішув
Рембішув (пол. Rębiszów, нім. Rabishau) — село в Польщі, у гміні Мірськ Львувецького повіту Нижньосілезького воєводства.
Населення — 703 особи (2011).
У 1975-1998 роках село належало до Єленьоґурського воєводства.

## Демографія
Демографічна структура станом на 31 березня 2011 року:
|          | Загалом | Допрацездатний вік | Працездатний вік | Постпрацездатний вік |
| -------- | ------- | ------------------ | ---------------- | -------------------- |
| Чоловіки | 343     | 60                 | 251              | 32                   |
| Жінки    | 360     | 58                 | 212              | 90                   |
| Разом    | 703     | 118                | 463              | 122                  |